# آبچالگی
آبچالکی، روستایی از توابع بخش مرکزی شهرستان لنگرود در استان گیلان ایران است.این روستا را به دلیل قرار گرفتن روی لیلاکوه بام لنگرود می نامند. هم‌اکنون پروژه سورتمه شهرستان لنگرود در این روستا در حال احداث می‌باشد. از سوغات این محل می‌توان به چای مرکبات و صنایع دستی نام برد

## جمعیت
این روستا در دهستان دیوشل قرار دارد و براساس سرشماری مرکز آمار ایران در سال ۱۳۸۵، جمعیت آن ۱۲۱ نفر (۳۵خانوار) بوده‌است.